# À la branche d'Olivier
À la branche d'Olivier est une série télévisée québécoise en quinze épisodes de 25 minutes scénarisée par Richard Pérusse et diffusée du 10 septembre au 17 décembre 1970 à la Télévision de Radio-Canada.

## Synopsis
« À la branche d'Olivier » raconte les aventures de deux amis propriétaires d'un petit restaurant.

## Fiche technique
- Scénarisation : Richard Pérusse
- Réalisation : Guy Hoffmann
- Société de production : Société Radio-Canada

## Distribution
- Olivier Guimond : Olivier Beauchemin
- Denis Drouin : Denis Labranche
- Michèle Bisaillon : Hélène Beauchemin
- Paul Berval : Noël Tremblay
- Janine Fluet : Mme Tremblay
- Claude Michaud : Alcide Guindon
- Louis De Santis : Zorba
- Yves Létourneau : Adolphe Thivierge
- Madeleine Langlois : Mme Thivierge
- Yolande Circé : Martine
- Jean-Marie Lemieux : Me Laliberté
- Hélène Loiselle : Marie-Ange Mathieu
- Lionel Villeneuve : M. Mathieu
- Marc Labrèche : Jules Mathieu
- Paul Desmarteaux : M. Lafortune
- Rolland D'Amour : M. Légaré